# (3363) Bowen
(3363) Bowen (1960 EE) est un astéroïde de la ceinture principale, découvert le 6 mars 1960 à l'observatoire Goethe Link près de Brooklyn, dans l'Indiana. Il a une magnitude absolue de 12,0.
Il a été nommé ainsi en l'honneur de l'astronome Ira Sprague Bowen.